# Abdel Rahman Jumma
Abdel Rahman Jumma (em árabe: عبدالرحمن جمعة, nascido em 1 de janeiro de 1969), também escrito Abdel Rahman Joma'a, é um major-general sudanês das Forças de Apoio Rápido (RSF). Ele enfrentou acusações de graves violações, incluindo crimes de guerra e genocídio, na região de Darfur durante o conflito em Darfur e a batalha de Geneina. Durante a guerra civil sudanesa (2023-presente), a Ordem dos Advogados de Darfur pediu processo internacional e intervenção da ONU em junho de 2023. As ações de Jumma dentro das RSF geraram controvérsia devido ao seu envolvimento em conflitos que levaram à agitação e ao deslocamento. Em agosto de 2023, o Comitê de Crimes de Guerra das SAF, liderado pelo Conselho de Soberania Transitória do Sudão, listou Jumma entre os indivíduos procurados, enfatizando crimes contra a humanidade, crimes de guerra e alegações de genocídio.
Em maio de 2024, os Estados Unidos impuseram sanções a Jumma.

## Biografia
Abdel Rahman Jumma Barak Allah Ahmad nasceu em 1 de janeiro de 1969  em Ed Daein, Darfur Oriental. Ele é major-general das Forças de Suporte Rápido, e anteriormente serviu como Comandante das RSF, na região de Darfur Ocidental.
Jumma era o comandante da RSF em Darfur Ocidental e apareceu em vídeos relacionados à prisão do governador de Darfur Ocidental, Khamis Abakar, antes de seu assassinato, gerando acusações do exército sudanês. O general Jumma, como parte da RSF, esteve envolvido em conflitos na região de Darfur, levando a distúrbios e deslocamentos significativos. O papel de Jumma dentro da RSF atraiu a atenção devido às suas ações controversas e seu impacto na região.
Em agosto de 2023, o Comitê de Crimes de Guerra, Violações e Práticas da RSF, estabelecido pelo Presidente do Conselho Soberano Transitório no Sudão, divulgou uma lista de nomes de indivíduos considerados procurados por justiça. Figuras notáveis nesta lista incluem o Comandante da RSF Hemedti, seu vice Abdel-Rahim Dagalo, Jumma e Al-Tijani Al-Taher Karshoum. Esta lista inclui 46 indivíduos, incluindo alguns líderes tribais. O comitê, liderado pelo Ministério Público, solicitou a renúncia dessas pessoas listadas. O mandato do comitê é investigar alegações de crimes contra a humanidade, crimes de guerra e genocídio atribuídos à RSF, e inclui representantes de várias agências e órgãos governamentais.